# Австрія на літніх Олімпійських іграх 1912
З австрійської частини Австро-Угорщини на літніх Олімпійських іграх 1912 брали участь 85 спортсменів, які здобули дві срібні й дві бронзові медалі. 
Вісім плавців змагалися за збірну Австрії. Команда фінішувала з бронзовою медаллю в жіночій естафеті.
Жоден з австрійських плавців не вийшов у фінал у своїх особистих видах, лише двоє дійшли до півфіналу.  
Австрія дебютувала на Олімпійських іграх з водного поло в 1912 році (4 місце).
Австрію представляли 12 фехтувальників. Друге місце команди на шаблях було найкращим результатом Австрії у фехтуванні, оскільки до цього збірна Австрії досягла лише бронзи.  
Три тенісисти представляли Австрію на Іграх 1912 року. Пайпс і Зборзіл, принесли нації першу олімпійську медаль у тенісі, срібло в парному розряді на відкритому повітрі, у якому вони програли чвертьфінальний матч чотири роки тому.

## Медалісти
| Медаль | Спортсмен | Вид спорту | Дисципліна                             |
| ------ | --- | ---------- | -------------------------------------- |
| Срібло | Ріхард Вердербер Отто Хершман Рудольф Цветко Фрідріх Голлінг Андреас Зуттнер Альберт Боген Райнхольд Трамплер | Фехтування |                                        |
| Срібло | Фелікс Пайпс Артур Зборзіл                                                                                    | Теніс      | Чоловіки, парний розряд                |
| Бронза | Ріхард Вердербер                                                                                              | Фехтування | Чоловіки, рапіра, особиста першість    |
| Бронза | Марґарете Адлер Клара Мільх Йозефіне Штікер Берта Цагоурек                                                    | Плавання   | Жінки, естафета 4×100 м вільним стилем |

### Спортсмен з кількома медалями
| Ім'я             | Вид спорту |  |   |   | Разом |
| ---------------- | ---------- |  | - | - | ----- |
| Ріхард Вердербер | Фехтування |  | 1 | 1 | 2     |

## Уродженці України
- Владислав Понурський